# IEEE 802.7
IEEE 802.7은 광대역 근거리 통신망을 다루는 IEEE 802의 철회된 하위 표준이다. 이 표준은 1989년에 승인되었고 2003년에 철회되었다.